# Forum Emerytów i Rencistów
Forum Emerytów i Rencistów (FER) – polskie ugrupowanie polityczne zrzeszające emerytów i rencistów, działające w pierwszej połowie lat 2000.

## Historia
Forum Emerytów i Rencistów zostało powołane wiosną 2000 (zarejestrowane 28 kwietnia). Partię utworzyli byli działacze Krajowej Partii Emerytów i Rencistów, którzy krytykowali styl kierowania partią przez jej szefa Tomasza Mamińskiego. Pierwszy kongres ugrupowania odbył się w 21 października tego samego roku. Na przewodniczącego wybrany został Stanisław Tarka. Statut ugrupowania dopuszczał członkostwo w innych partiach. Liczbę członków FER liderzy formacji szacowali na około 4 tysiące. W marcu 2001 FER zawarło porozumienie o współpracy z Krajowym Porozumieniem Emerytów i Rencistów Rzeczypospolitej Polskiej.
W wyborach parlamentarnych w 2001 FER wystawiło swoich kandydadów do Sejmu na listach Samoobrony Rzeczpospolitej Polskiej. Mandat uzyskał Włodzimierz Czechowski, który po wyborach wstąpił do Samoobrony RP.
W wyborach samorządowych w 2002 FER utworzyło własny komitet, startując m.in. do sejmiku świętokrzyskiego (gdzie uzyskało 0,23% głosów w skali województwa).
W 2003 nowym przewodniczącym partii został Wojciech Urban. 15 września 2004 FER zostało wykreślone z rejestru partii.
W wyborach parlamentarnych w 2005 Forum Emerytów i Rencistów poparło Komitet Wyborczy Polskiej Partii Pracy, natomiast w wyborach prezydenckich w tym samym roku współtworzyło Komitet Wyborczy Kandydata na Prezydenta Rzeczypospolitej Polskiej Zbigniewa Eugeniusza Religi (założyciela i honorowego przewodniczącego Partii Centrum, który przed wyborami wycofał się ze startu). Później doszło do sądowej likwidacji partii.

## Program
FER nie miała tożsamości ideowej. Była partią roszczeniową wobec państwa, akceptując przy tym istniejący ład polityczny. Postulowała waloryzację rent i emerytur, gwarancję opieki socjalnej, a także zwiększenie nakładów na oświatę, służbę zdrowia oraz kulturę. Proponowała również rozwijanie bazy domów dziennego pobytu dla seniorów przy zainteresowaniu tworzeniem tego typu obiektów przez Fundusze Emerytalne. Ugrupowanie postulowało również przekształcenie Trójstronnej Komisji ds. Społeczno-Gospodarczych w komisję czterostronną z udziałem emerytów i rencistów. Propozycją programową partii było także zniesienie podatku od wynagrodzeń dla emerytów i rencistów, którzy ten podatek „już zapłacili w latach aktywności zawodowej”.